# Abbaye de la Belle Paix
 (mars 2019).
Si vous disposez d'ouvrages ou d'articles de référence ou si vous connaissez des sites web de qualité traitant du thème abordé ici, merci de compléter l'article en donnant les références utiles à sa vérifiabilité et en les liant à la section « Notes et références ».
Bellapais, "L'abbaye de la belle paix" en provençal, est également connue sous le nom de Panagia Asproforousa, la « Vierge à la robe blanche ». Il ne reste aujourd'hui que les ruines de ce monastère construit au XIIIe siècle sur la côte nord de l'île de Chypre, dans le district de Kyrenia, situé en République Turque de Chypre Nord. Le site accueille par ailleurs un restaurant et un café, et la salle du réfectoire de l'abbaye est utilisée pour des concerts et des conférences. Un festival local de musique classique y est par ailleurs organisé au début de l'été.

## Histoire
Si les premières traces d'une construction religieuse à cet endroit remontent au VIIe siècle, lorsque les évêques grecs de Kyrenia s'y réfugient, probablement pour fuir l'avancée des Arabes, les premiers occupants stables sont les chanoines réguliers du Saint-Sépulcre, chassés de Jérusalem tombée aux mains de Saladin en 1187. En 1194, Amaury II de Lusignan succède à son frère Guy, et ceint la couronne de Chypre. Dans la foulée, il commence la construction de l'abbaye, dédiée à sainte Marie de la Montagne, qu'il destine aux moines-soldats mais ceux-ci vont rapidement la confier à l'ordre des Prémontrés (ou Norbertins). Ces Augustins vêtus de blanc viennent de Laon en Picardie et donneront au site son surnom d'abbaye blanche.
La construction dans sa forme actuelle date du roi Hugues III, tandis que les cloîtres et le réfectoire sont construits sous Hugues IV. Ce dernier vécut à l'abbaye, dans des appartements construits à son usage. L'abbaye voit son rayonnement dépasser les frontières de l'île à partir de 1246, lorsque le chevalier Roger lègue à l'abbaye un fragment de la Vraie Croix, issu du pillage de Constantinople par les croisés en 1204.On vient alors de loin pour vénérer la relique, ce qui assure à l'abbaye de grosses rentrées d'argent, dont les Lusignan vont vouloir profiter en se faisant nommer abbés de la communauté. Certains rois francs de Chypre reposeraient sous le sol de l'église.
Pendant la jeunesse du roi Pierre II, les Gênois détruisent quasiment le château de Kyrenia lors d'un raid en 1373 et pillent complètement Bellapais, emportant le fragment de la Vraie Croix. C'est la fin de la dynastie des Lusignan, qui sont emmenés en otages à Gênes et le début d'un lent déclin pour l'abbaye. En 1489, Chypre tombe aux mains des Vénitiens mais les mœurs de l'abbaye se sont déjà considérablement relâchées : les moines ont abandonné les règles strictes des Prémontrés et notamment le vœu de célibat et celui de chasteté, allant jusqu'à n'accepter que leurs propres fils comme novices.
La conquête ottomane achève ce processus : en 1571, les derniers Prémontrés sont expulsés de l'île et leur abbaye est offerte à l'Église Orthodoxe Grecque de Chypre, la seule Église chrétienne reconnue officiellement. Négligée par cette dernière, l'abbaye tombe peu à peu en ruines mais devient la paroisse du village qui commence à se construire tout autour et dont les habitants semblent avoir utilisé la pierre et le marbre pour leurs propres constructions. Sous la domination britannique (1878-1960), l'armée anglaise prend le contrôle de Bellapais et cimente le sol du réfectoire pour l'utiliser comme hôpital mais aussi comme stand de tir : de nombreuses traces de balles sont visibles aujourd'hui encore sur le mur oriental. L'abbaye est restaurée en 1912. Elle sera de nouveau utilisée comme hôpital lors des premiers combats gréco-turques en 1974 et à peine un an plus tard, le dernier prêtre orthodoxe en est chassé.

## Structure de l'abbaye
L'abbaye consiste en cinq bâtiments : l'église (sud), le cloître (centre), le réfectoire (nord), le dortoir et la salle capitulaire (est). À l'emplacement des entrepôts (ouest) se trouve aujourd'hui le restaurant Kybele. L'entrée se fait au sud-ouest par la porte fortifiée d'un porche à trois arches qui permet d'accéder à l'église (en face) et au cloître (à gauche). Longue de 27 mètres et haute de 11 mètres, l'abbatiale est dominée par un clocher percé de quatre baies où ne subsiste qu'une cloche.

### L'église

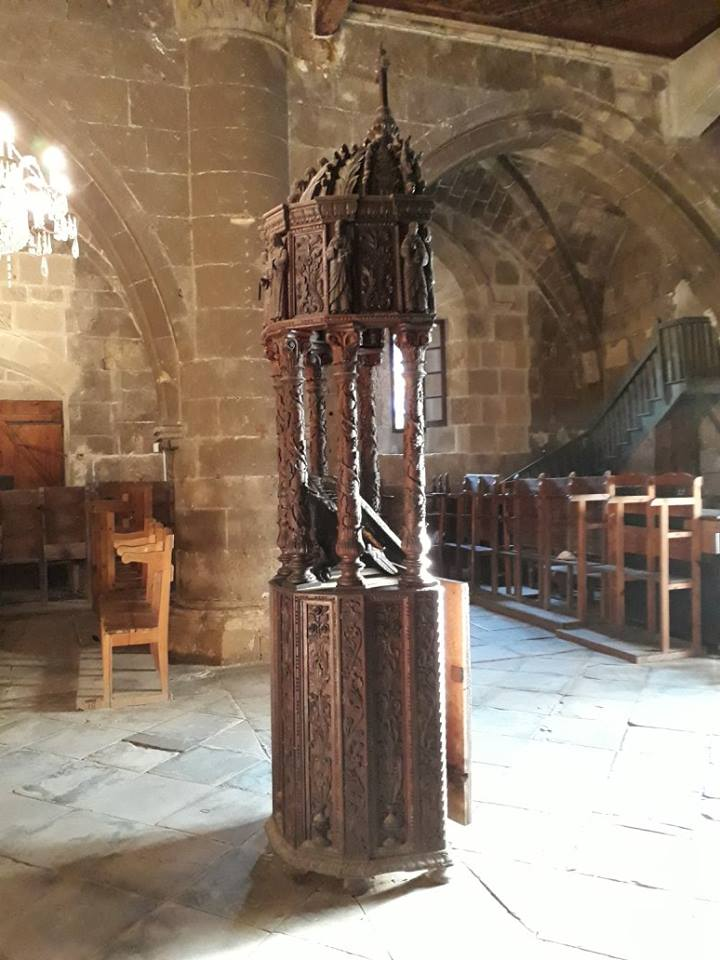
L'intérieur de l'église de l'abbaye.

L'église, qui date du XIIIe siècle, est la partie la mieux conservée du complexe et borde la cour. Dotée d'un toit plat en terrasse, comme de nombreux bâtiments construits en Terre Sainte, et d'un clocher, elle est ornée de magnifiques voûtes en ogive. D'un plan simple et classique typique de l'architecture cistercienne, elle comporte un narthex, une nef à deux travées avec un transept non saillant qui se prolonge par une abside. Les restes de fresques italiennes qui ornent le mur sous le porche datent du XVe siècle, la chaire en bois sculpté du XIVe siècle et on y trouve également le trône de l'évêque ainsi que cinq chandeliers, de même qu'une iconostase orthodoxe en bois sculpté (1884). Les icônes du XVIIe siècle se trouvent en revanche au musée byzantin de Nicosie. Le parvis mène au cloître.

### Le cloître
Légèrement plus tardif, il est de style gothique rayonnant, avec ses 18 arches intactes, contrairement à la galerie ouest et au cellier, détruits au XVIIe siècle. Sous l'une d'entre elles, côté Nord, se trouvent deux sarcophages romains en marbre sculpté (IIIe siècle), autrefois utilisés comme lavabos par les moines. Placés l'un au dessus de l'autre, ils permettaient à l'eau de ruisseler jusqu'à une gouttière qui amenait l'eau au jardin du cloître. Plusieurs escaliers en partent : trois d'entre eux donnent accès au toit, un 4e situé le long de la face sud mène au Trésor de l'abbaye, situé dans l'angle nord-ouest du monastère.

### Le réfectoire

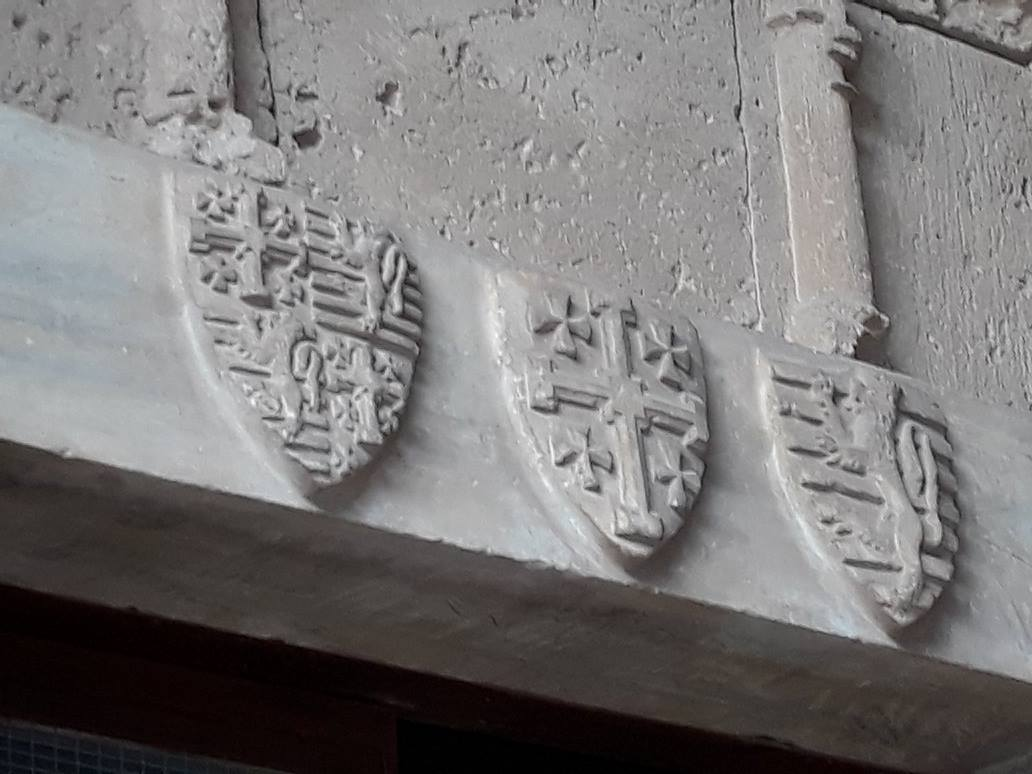
Armes des Lusignan à l'intérieur du réfectoire.

Derrière les sarcophages se trouve une porte qui donne sur le vaste réfectoire de 10 mètres sur 30, de style gothique, peut-être la plus belle pièce du complexe. Il inclut une chaire, 6 fenêtres percées dans le mur nord qui illuminent l'espace et offrent une vue imprenable sur la côte. Y correspondent 6 voûtes intactes et une rosace finement ouvragée sur le mur oriental. Au-dessus de la porte se trouvent 3 blasons sculptés : le lion des Lusignan, la croix des rois de Jérusalem et les deux éléments précédents combinés pour former les armes du royaume de Chypre.
C'est dans cet espace réputé pour sa bonne acoustique - la lecture des Saintes Ecritures et de la vie des Saints accompagnaient les repas des moines - que sont organisés les concerts du Bellapais Music Festival. Une porte mène du mur occidental à la cuisine et au cellier construit en dessous du réfectoire. Il est possible que les pièces situées entre le réfectoire et la cuisine aient accueilli les latrines de l'abbaye.

### Le dortoir
Plus petit que le réfectoire, il n'en subsiste que le mur occidental, dont les pierres portent la marque des ouvriers les ayant posées : ces signes leur permettaient ensuite d'être rémunérés pour leur tâche.

### La salle capitulaire

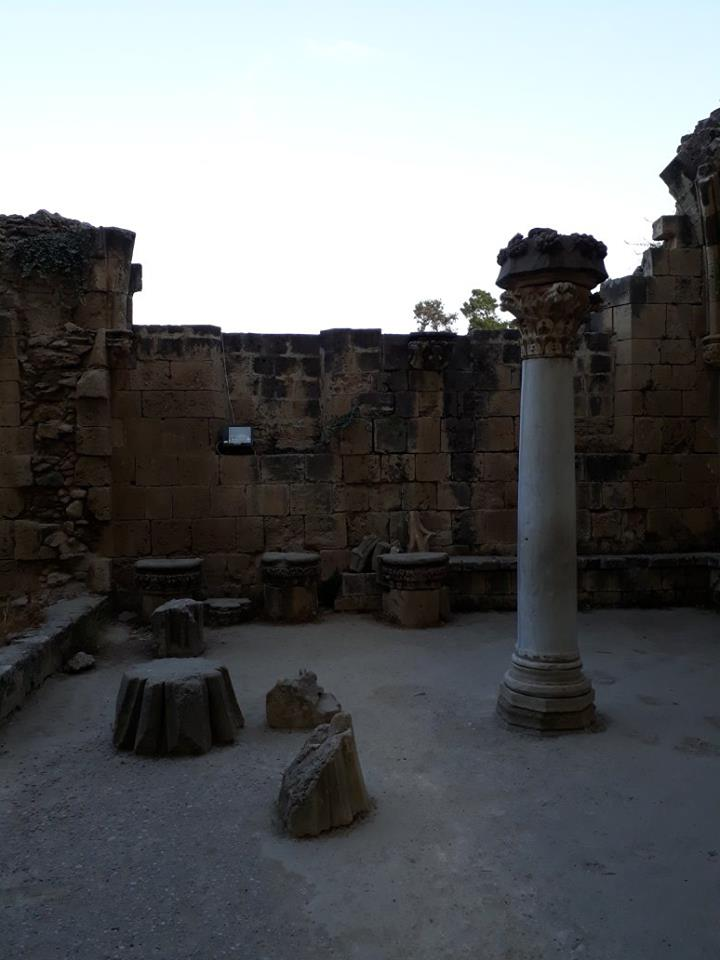
Colonne byzantine.

La petite salle capitulaire, située sur le côté oriental du cloître, de même que la crypte, qui accueillait des ateliers, dans le prolongement sud du dortoir, servait aux assemblées des moines et abritaient les "services administratifs". On trouve au centre de la salle capitulaire une colonne byzantine en marbre provenant probablement d'une église byzantines. Cette colonne supportait des arches sculptées en style gothique, aux représentations raffinées et proches de celles d'un palais : un homme portant une double échelle sur le dos, un autre encadré de sirènes, une femme lisant, deux bêtes attaquant un homme, une femme au rosaire, un singe et un chat dans un poirier, un homme tenant un bouclier et un moine vêtu d'une cape. Des consoles représentent des sirènes, un singe et un chat dans le feuillage d'un poirier, ou encore une femme avec un chapelet. Les cellules des moines étaient situées au 2e étage, au dessus de la salle capitulaire et de la crypte.